# Ophiopsila platispina
Ophiopsila platispina is een slangster uit de familie Ophiocomidae.
De wetenschappelijke naam van de soort werd in 1914 gepubliceerd door René Koehler.